# Cottus perifretum
Cottus perifretum е вид лъчеперка от семейство Cottidae. Видът не е застрашен от изчезване.

## Разпространение и местообитание
Разпространен е в Белгия, Великобритания, Германия, Люксембург, Нидерландия и Франция.
Обитава скалистите дъна на сладководни басейни, реки и потоци.

## Описание
На дължина достигат до 10 cm.
Продължителността им на живот е около 6 години.